# Wiktor Kaczyński
Wiktor Kaczyński (ur. 3 sierpnia?/15 sierpnia 1899 w Żytomierzu, zm. 13–14 kwietnia 1940 w Katyniu) – podpułkownik artylerii Wojska Polskiego, kawaler Krzyża Walecznych, inwalida wojenny.

## Życiorys
Urodził się w rodzinie Antoniego, generała dywizji i Małgorzaty z Popowskich.
Żołnierz I Korpusu Polskiego w Rosji. Uczestnik wojny 1920 (3 razy ranny). W wyniku ran odniesionych, został inwalidą, amputowano mu rękę.
1 czerwca 1921 roku pełnił służbę w 8 pułku artylerii polowej. 3 maja 1922 roku został zweryfikowany w stopniu porucznika ze starszeństwem z dniem 1 czerwca 1919 roku i 123. lokatą w korpusie oficerów artylerii, a jego oddziałem macierzystym był nadal 8 pułk artylerii polowej w Płocku. W latach 1922–1924 był odkomenderowany na Politechnikę Warszawską celem ukończenia studiów, pozostając oficerem nadetatowym 8 pułku artylerii polowej. W 1922 roku został członkiem korporacji akademickiej „Sparta” w Warszawie . 31 marca 1924 roku został mianowany kapitanem ze starszeństwem z dniem 1 lipca 1923 roku i 93. lokatą w korpusie oficerów artylerii. W listopadzie tego roku, po odwołaniu z odkomenderowania na studia, powrócił do macierzystego 8 pap. Z dniem 1 kwietnia 1925 roku został odkomenderowany na sześciomiesięczny kurs dowódców baterii w Szkole Strzelania Artylerii w Toruniu oraz otrzymał przydział do Dywizjonu Szkolnego Artylerii Okręgu Korpusu nr I na stanowisko dowódcy baterii szkolnej podchorążych rezerwy z pozostawieniem na przeniesieniu służbowym na kursie Szkoły Strzelania Artylerii do 1 października 1925 roku. Z dniem 1 listopada 1925 roku został przydzielony do Oficerskiej Szkoły Artylerii w Toruniu na stanowisko instruktora 2 baterii szkolnej. Od roku szkolnego 1926/1927 był komendantem klasy w 2 baterii szkolnej. Pełniąc służbę w szkole pozostawał oficerem nadetatowym 8 pułku artylerii polowej, a w 1929 roku został przeniesiony do kadry oficerów artylerii. Z dniem 1 listopada 1930 roku został przeniesiony z Centrum Wyszkolenia Artylerii do 3 pułku artylerii ciężkiej w Wilnie. 2 grudnia 1930 roku został mianowany majorem ze starszeństwem z dniem 1 stycznia 1931 roku i 40. lokatą w korpusie oficerów artylerii. 3 sierpnia 1931 roku został przeniesiony do Szkoły Podchorążych Piechoty w Ostrowi Mazowieckiej. 9 grudnia 1932 roku ogłoszono jego przeniesienie do Centrum Wyszkolenia Artylerii w Toruniu. W 1935 roku został skierowany na kurs w Wyższej Szkole Technicznej w Paryżu.
Współkonstruktor działa 75 mm. W 1937 był wykładowcą mechaniki i projektowania materiałowego w Szkole Podchorążych Artylerii w Toruniu. Na stopień podpułkownika został awansowany ze starszeństwem z dniem 19 marca 1939 i 15. lokatą w korpusie oficerów artylerii. W dalszym ciągu pełnił służbę w Szkole Podchorążych Artylerii na stanowisku wykładowcy mechaniki i budowy sprzętu.
W kampanii wrześniowej wzięty do niewoli radzieckiej. Według stanu na 19 i 29 października był jeńcem juchnowskiego obozu przejściowego. W aktach osobowych Kaczyńskiego z juchnowskiego obozu z: 19 października – stopień podany jako major, podobnie w liście jeńców generałów i wyższych oficerów obozu juchnowskiego z 28 października. W listopadzie 1939 przewieziony do Kozielska. Między 11 a 12 kwietnia 1940 przekazany do dyspozycji naczelnika smoleńskiego obwodu NKWD – lista wywózkowa 025/1, poz. 39, nr akt 4075 z 09.04.1940. Został zamordowany 13 lub 14 kwietnia 1940 przez NKWD w lesie katyńskim. Zidentyfikowany podczas ekshumacji prowadzonej przez Niemców w 1943, zapis w dzienniku ekshumacji pod datą 08.05.1943. Przy szczątkach znaleziono: wg listy AM – książeczkę oficerską, karty pocztowe, świadectwo szczepień obozowych nr 1206, święty obrazek, różaniec, modlitewnik; wg listy PCK – naramiennik z inicjałami „SB” (Król Stefan Batory, patron 3 pułku artylerii ciężkiej), książeczkę wojskową, świadectwo szczepień obozowych nr 1206, pamiątkę z Częstochowy, krzyżyk z drewna. Figuruje na liście AM-208-1550 i liście Komisji Technicznej PCK pod numerem GARF 53-01550. W spisie AM i PCK widnieje adnotacja, że był w stopniu majora. Nazwisko Kaczyńskiego znajduje się na liście ofiar (pod nr 1550) opublikowanej w Gońcu Krakowskim nr 141 i w Nowym Kurierze Warszawskim nr 147 z 1943. Krewni do 1956 poszukiwali informacji przez Biuro Informacji i Badań Polskiego Czerwonego Krzyża w Warszawie.
Wiktor Kaczyński był żonaty z Jadwigą z Herbstów, z którą miał syna Jana.
5 października 2007 minister obrony narodowej Aleksander Szczygło mianował go pośmiertnie na stopień pułkownika. Awans został ogłoszony 9 listopada 2007, w Warszawie, w trakcie uroczystości „Katyń Pamiętamy – Uczcijmy Pamięć Bohaterów”.

## Ordery i odznaczenia
- Krzyż Walecznych (czterokrotnie)[27]
- Srebrny Krzyż Zasługi[27]
- Medal Niepodległości (3 czerwca 1933)[34][35]
- Medal Pamiątkowy za Wojnę 1918–1921
- Medal Dziesięciolecia Odzyskanej Niepodległości
- Krzyż Kampanii Wrześniowej – pośmiertnie 1 stycznia 1986[36]
- Medal 10 Rocznicy Wojny Niepodległościowej (Łotwa)[37]